# Philomena
Philomena là một bộ phim điện ảnh chính kịch hợp tác Anh - Mỹ - Pháp đạo diễn bởi Stephen Frears, dựa trên cuốn sách The Lost Child of Philomena Lee của nhà báo Martin Sixsmith. Với các diễn viên chính Judi Dench và Steve Coogan, bộ phim là câu chuyện về người phụ nữ 50 tuổi Philomena Lee trong hành trình tìm kiếm con trai của mình. 
Bộ phim đã nhận được rất nhiều giải thưởng điện ảnh quốc tế. Coogan và Jeff Pope đã giành giải Kịch bản xuất sắc nhất sau khi bộ phim được công chiếu tại Liên hoan phim quốc tế Venice lần thứ 70, đồng thời đoạt giải People’s Choice Award tại Liên hoan phim quốc tế Toronto năm 2013. Tại lễ trao giải Oscar lần 86, Philomena giành đề cử tại 4 hạng mục, bao gồm Phim điện ảnh xuất sắc nhất, Nữ diễn viên chính xuất sắc nhất cho Judi Dench, Kịch bản chuyển thể xuất sắc nhất cho Coogan và Pope, và Nhạc phim hay nhất Desplat. Bộ phim cũng được đề cử tại 4 hạng mục tại Giải thưởng điện ảnh Anh quốc (BAFTA Awards) và 3 đề cử Quả cầu vàng (Golden Globes).

## Nội dung
Sau khi bị thôi việc là cố vấn chính phủ, nhà báo Martin Sixsmith dự định viết một cuốn sách về lịch sử Nga. Tại một buổi tiệc, anh gặp con gái của Philomena Lee. Cô đã đề nghị anh viết một cuốn sách về mẹ mình - người phụ nữ đã bị ép buộc từ bỏ đứa con trai bé nhỏ của mình, Anthony, 50 năm về trước. Mặc dù lúc đầu, Martin không quan tâm đến những câu chuyện hấp dẫn đời người, nhưng sau đó anh đã quyết định sẽ tham gia hành trình tìm kiếm cùng Philomena sau khi nghe câu chuyện bi ai của bà. 
Năm 1951, sau cuộc tình chớp nhoáng với một người thanh niên trẻ, Philomena mang thai và với sự xấu hổ của người cha, bà đã được gửi vào Tu viện Sean Ross ở Roscrea, Ireland. Philomena sinh một bé trai nhưng bà không được phép chăm sóc con, đồng thời phải làm việc tại phòng giặt là trong vòng 4 năm để trả công cho việc sinh sống tại tu viện. Một ngày nọ, bà vô cùng tức giận khi phát hiện ra các sơ đã lén lút gửi con trai mình cho một cặp vợ chồng người nước ngoài, không cho họ cả cơ hội để nói lời tạm biệt. Philomena giữ bí mật về người con này trong vòng 50 năm, nhưng trong thời gian đó bà vẫn trở lại tu viện định kỳ, cố gắng tìm kiếm con trai mình. Tuy nhiên, lần này qua lần khác, các sơ không hé lộ dù chỉ một manh mối nhỏ nhất cho hành trình của bà. 
Philomena, lần này, cùng Martin, quay lại tu viện với hy vọng có thể tìm được chút thông tin. Và họ tiếp tục thất vọng khi các sơ vẫn với cung cách lịch sự giả tạo của mình, mời họ trà bánh nhưng từ chối giúp đỡ, đồng thời tuyên bố rằng tất cả ghi chép về việc cho con nuôi đã mất trong một trận hỏa hoạn 5 năm về trước. Tuy nhiên, sau đó tại một quán rượu, một người bản địa đã tố cáo tu viện chủ ý tiêu hủy tất cả tài liệu che đậy trong một trận hỏa hoạn, và sự thật rằng hầu hết những đứa trẻ đã được bán với giá 1000 dollars cho những người My giàu có. 
Martin tin rằng mọi hy vọng tìm kiếm tại Ireland đã bị thiêu rụi, và với sự giúp đỡ của tòa báo đang làm việc, anh đã có thể mời Philomena cùng đến Mỹ để tìm Anthony. Với nhiều nỗ lực, Martin đã khám phá ra Anthony được nhận nuôi bởi Doc và Marge Hess, những người sau đó đã đổi tên Anthony sang thành Michael. Michael trở thành một luật sư và là chuyên viên cao cấp dưới thời tổng thống Reagan và George H.W.Bush, nhưng buồn thay, anh đã mất 9 năm về trước. 
Mặc dù vô cùng đau khổ, Philomena vẫn quyết định gặp gỡ những người quen biết Michael. Họ đã đến thăm một người đồng nghiệp cũ của anh và biết được anh là một người đồng tính và chết vì AIDS. Sau đó là cuộc gặp gỡ với Mary, người cũng được nhận nuôi cùng thời điểm với Michael bởi một gia đình. Nhờ những cuộc gặp này, Philomena và Martin đã biết được người yêu của Michael là Pete Olssen. Sau khi liên tục từ chối nói chuyện với Martin, Pete đã đồng ý gặp Philomena khi thấy bà đứng trước cửa nhà mình. Pete mời Philomena vào nhà và cho bà xem cuốn băng tiểu sử của Michael, lúc này, bà vô cùng bất ngờ và xúc động khi biết rằng Michael luôn trăn trở về mẹ đẻ của mình, và đã nhiều lần ghé lại tu viện với mong muốn tìm được bà. Nhưng cũng như với Philomena, các sơ từ chối giúp đỡ Michael và nói rằng họ đã không còn liên lạc với bà. Philomena cũng biết được rằng Michael đã được chôn cất tại nghĩa trang tu viện, đúng với mong muốn cuối cùng của anh "được chôn cất tại nơi mình đã sinh ra".
Câu chuyện kết thúc tại nơi nó bắt đầu: tu viện. Martin nổi giận trước sơ Hildegard, người trực tiếp ngăn cản 2 mẹ con Philomena gặp nhau. Bà sơ này không hề ăn năn, ngược lại cho rằng mất con trai là tội lỗi mà Philomena bị trừng phạt vì sự hoang đàng của mình. Martin cho rằng sơ Hildegard phải xin lỗi, nhưng Philomena đã tha thứ cho bà ta. Cuối phim, Philomena thăm mộ con trai, Martin bày tỏ rằng mình sẽ không xuất bản cuốn sách, nhưng Philomena khích lệ anh tiếp tục vì "mọi người nên biết những gì đã diễn ra tại đây"

## Dư luận

### Phản hồi dư luận
Philomena nhận được nhiều phản hồi tích cực sau khi phát hành. Rotten Tomatoes đánh giá bộ phim 92% "tươi ngon" dựa trên 170 bài phê bình, với điểm trung bình 7.9/10. Trang web này cũng nhận định "Dựa trên một câu chuyện có thật đầy sức mạnh, được dẫn dắt bởi lối diễn xuất hoàn hảo của Judi Dench và Steve Coogan, Philomena là bộ phim sâu sắc dành cho người trưởng thành". Metacritic đánh giá bộ phim 76/100 dựa trên 41 bài phê bình. 
Kelly Torrance của tờ Washington Times cho rằng bộ phim "căn bản là thất bại", rằng nhà làm phim đã không cưỡng nổi cám dỗ vào những thứ giáo điều. Justin Chang của Variety đánh giá bộ phim " tự mãn nhưng hợp thị hiếu đám đông". Tuy nhiên ông cũng thừa nhận diễn xuất của Dench "đẹp và chuẩn mực"
Rex Reed tòa soạn The New York Observer đánh giá rất cao bộ phim và cho rằng đây là bộ phim hay nhất năm 2013 "Tinh tế và xuyên thấu, mặc dù vẫn là những chủ đề sâu sắc, tôi tin Philomena sẽ không để bạn thất vọng... Chắc tôi sẽ quên nhiều bộ phim trong năm 2013, nhưng sẽ không bao giờ quên Philomena"

### Sự chính xác lịch sử
Trong phim, các sơ đã bị buộc tội "gửi đứa trẻ cho một gia đình Mỹ sau lưng Philomena". Sự thực là Philomena Lee đã 22 tuổi khi bà tình nguyện ký vào biên bản từ bỏ quyền nuôi con. Cũng trong phim, hành trình tìm kiếm con trai của bà được khắc hoa tại Mỹ. Ngoài đời, Philomena chưa bao giờ tới Mỹ cho tới tháng 11 năm 2013 bà đến Los Angeles, California để xem bộ phim được khởi chiếu tại đây. 

### Doanh thu
Cho đến tháng 2 năm 2014, bộ phim đã đoạt doanh thu 37,336,379 $ tại thị trường Bắc Mỹ và 61,241,406 $ tại thị trường hải ngoại, nâng tổng doanh thu lên 98,577,785 $.

## Lịch sử
Bộ phim sáng tạo trên những sự kiện có thật. Sơ Hildegard McNulty, nhân vật phản diện trong phim, được mô tả đã gặp nhà bà Sixsmith sau khi anh bắt đầu viết câu chuyện. Thực sự, McNulty chết năm 1995 trong khi Sixsmith bắt đầu tìm kiếm vào năm 2004. Cảnh cuối khi McNulty ngồi trên xe lăn đối diện với Philomena cũng là chi tiết giàu tính điện ảnh được thêm vào. 
Sixsmith bày tỏ rằng màn khắc họa của Coogan "đồng cảm với mọi bất công giữa các tầng lớp xã hội", và thể hiện sự ngưỡng mộ của mình cho Philomena, người đã có đủ sức mạnh để vượt lên trên mọi chuyện đó. Tuy nhiên, anh cũng khá giận dữ khi thấy phiên bản điện ảnh của mình giống một người theo thuyết bất khả tri hơn là một người vô thần. 